# Heuckewalde
Heuckewalde este o comună din landul Saxonia-Anhalt, Germania.